# Eesveen
Eesveen (Nedersaksisch: Iesvene) is een dorpje in de gemeente Steenwijkerland, in de Nederlandse provincie Overijssel.

## Ligging
Eesveen is gelegen in de Kop van Overijssel langs de provinciale weg N855 (plaatselijk bekend als de Eesveenseweg), ten noorden van Steenwijk dicht bij de provinciegrens met Drenthe.
Ten westen van Eesveen ligt het landgoed De Eese, gedeeltelijk in particuliere handen en gedeeltelijk in handen van Staatsbosbeheer, bestaande uit landbouwgebied en bossen. Ten oosten liggen de Eesveense hooilanden. Deze relatief laaggelegen gronden (tussen de 0 - 1 meter boven NAP), liggen in de nabijheid van de Steenwijker Aa. Hun naam danken ze aan het feit dat ze in vroeger tijden te nat waren voor beweiding en daarom als hooiland in gebruik waren.

## Geschiedenis
In 1914 werd de tramlijn Steenwijk - Hoek Makkinga van de NTM geopend, waaraan in Eesveen een tramstation werd geopend. In 1947 werd het personenvervoer op deze lijn gestaakt. De NTM ging echter door met goederenvervoer op deze lijn die in 1959 werd overgenomen door NS. In 1962 werd ook het goederenvervoer beëindigd en werd de lijn opgebroken.
Tijdens de Tweede Wereldoorlog bevond zich in Eesveen op landgoed De Eese het munitiedepot van het nabij gelegen vliegveld Havelte (Fliegerhorst Steenwijk). Op 12 april blazen Duitsers het munitiedepot van het vliegveld op landgoed De Eese op.

## Uitgaan
In Eesveen bevindt zich de discotheek Smithy's Palace, een uitgaansgelegenheid voor jongeren. De discotheek is op 3 september 2019 failliet verklaard en er bestaan plannen voor woningbouw op dit terrein. 